# Elezioni comunali nelle Marche del 2006
Le elezioni comunali nelle Marche del 2006 si sono tenute il 28 e 29 maggio (con ballottaggio l'11 e 12 giugno).

## Riepilogo sindaci eletti
Coalizione di centro-sinistra
     Coalizione di centro-destra
     Lista civica di centro
| Provincia     | Comune                   | Popolazione legale (censimento 2001) | Sindaco uscente | Sindaco uscente           | Sindaco eletto | Sindaco eletto           | Primo turno | Primo turno | Secondo turno | Secondo turno | Seggi   |
| Provincia     | Comune                   | Popolazione legale (censimento 2001) | Sindaco uscente | Sindaco uscente           | Sindaco eletto | Sindaco eletto           | Voti        | %           | Voti          | %             | Seggi   |
| ------------- | ------------------------ | ------------------------------------ | --------------- | ------------------------- | -------------- | ------------------------ | ----------- | ----------- | ------------- | ------------- | ------- |
| Ancona        | Ancona                   | 100 507                              |                 | Fabio Sturani (DS)        |                | Fabio Sturani (DS)       | 32 661      | 58,15       | —             | —             | 26 / 40 |
| Ancona        | Castelfidardo            | 16 917                               |                 | Tersilio Marotta (Ind.)   |                | Mirco Soprani (Ind.)     | 3 531       | 36,73       | 4 422         | 51,83         | 12 / 20 |
| Ancona        | Falconara Marittima      | 28 349                               |                 | Giancarlo Carletti (Ind.) |                | Riccardo Recanatini (DL) | 7 932       | 49,76       | 8 547         | 64,57         | 12 / 20 |
| Ascoli Piceno | San Benedetto del Tronto | 45 101                               |                 | Domenico Martinelli (FI)  |                | Giovanni Gaspari (DS)    | 15 312      | 54,22       | —             | —             | 18 / 30 |
| Fermo         | Fermo                    | 35 588                               |                 | Saturnino Di Ruscio (FI)  |                | Saturnino Di Ruscio (FI) | 13 056      | 55,87       | —             | —             | 24 / 40 |

## Ancona

### Ancona
|                                         | Fabio Sturani ✔️ Sindaco | 32 661               | 58,15 | Democratici di Sinistra                      | 15 446 | 29,94 | 14 |  |  |
| La Margherita                           | Fabio Sturani ✔️ Sindaco | 32 661               | 58,15 | 5 484                                        | 10,63  | 5     |    |  |  |
| Laici Socialisti Uniti                  | Fabio Sturani ✔️ Sindaco | 32 661               | 58,15 | 2 731                                        | 5,29   | 2     |    |  |  |
| Italia dei Valori - Popolari UDEUR      | Fabio Sturani ✔️ Sindaco | 32 661               | 58,15 | 2 476                                        | 4,80   | 2     |    |  |  |
| Movimento Repubblicani Europei          | Fabio Sturani ✔️ Sindaco | 32 661               | 58,15 | 2 097                                        | 4,07   | 1     |    |  |  |
| Partito dei Comunisti Italiani          | Fabio Sturani ✔️ Sindaco | 32 661               | 58,15 | 1 692                                        | 3,28   | 1     |    |  |  |
| Federazione dei Verdi                   | Fabio Sturani ✔️ Sindaco | 32 661               | 58,15 | 1 318                                        | 2,55   | 1     |    |  |  |
| Partito Socialista Democratico Italiano | Fabio Sturani ✔️ Sindaco | 32 661               | 58,15 | 181                                          | 0,35   | –     |    |  |  |
| Totale liste                            | Fabio Sturani ✔️ Sindaco | 32 661               | 58,15 | 31 425                                       | 60,92  | 26    |    |  |  |
|                                         | Paolo Pelosi             | 12 729               | 22,66 | Forza Italia                                 | 6 893  | 13,36 | 5  |  |  |
| Alleanza Nazionale                      | Paolo Pelosi             | 12 729               | 22,66 | 4 850                                        | 9,40   | 3     |    |  |  |
| Seggio di coalizione                    | Seggio di coalizione     | Seggio di coalizione | 22,66 | 1                                            |        |       |    |  |  |
| Totale liste                            | Paolo Pelosi             | 12 729               | 22,66 | 11 743                                       | 22,76  | 8     |    |  |  |
|                                         | Paolo Pascucci           | 6 805                | 12,12 | Rifondazione Comunista                       | 3 631  | 7,04  | 2  |  |  |
| La Città in Comune                      | Paolo Pascucci           | 6 805                | 12,12 | 1 177                                        | 2,28   | –     |    |  |  |
| Seggio di coalizione                    | Seggio di coalizione     | Seggio di coalizione | 12,12 | 1                                            |        |       |    |  |  |
| Totale liste                            | Paolo Pascucci           | 6 805                | 12,12 | 4 808                                        | 9,32   | 2     |    |  |  |
|                                         | Carla Teodori            | 3 969                | 7,07  | Unione dei Democratici Cristiani e di Centro | 3 610  | 7,00  | 1  |  |  |
| Seggio di coalizione                    | Seggio di coalizione     | Seggio di coalizione | 7,07  | 1                                            |        |       |    |  |  |
| Totale                                  | Totale                   | 56 164               | 100   |                                              | 51 586 | 100   | 40 |  |  |
|                                         |                          |                      |       |                                              |        |       |    |  |  |
| Schede bianche                          | Schede bianche           | 612                  | 1,06  |                                              |        |       |    |  |  |
| Schede nulle                            | Schede nulle             | 891                  | 1,55  |                                              |        |       |    |  |  |
| Votanti                                 | Votanti                  | 57 667               | 68,50 |                                              |        |       |    |  |  |
| Elettori                                | Elettori                 | 84 181               |       |                                              |        |       |    |  |  |
|                                         |                          |                      |       |                                              |        |       |    |  |  |
| Fonte: Ministero dell'interno           |                          |                      |       |                                              |        |       |    |  |  |

### Castelfidardo
| Candidati                     | Candidati                | II turno              | II turno              | I turno | I turno | Liste                                        | Voti  | %     | Seggi |
| Candidati                     | Candidati                | Voti                  | %                     | Voti    | %       | Liste                                        | Voti  | %     | Seggi |
| ----------------------------- | ------------------------ | --------------------- | --------------------- | ------- | ------- | -------------------------------------------- | ----- | ----- | ----- |
|                               | Mirco Soprani ✔️ Sindaco | 4 422                 | 51,83                 | 3 531   | 36,73   | Solidarietà Popolare per Castelfidardo       | 3 080 | 34,07 | 12    |
|                               | Valentino Lorenzetti     | 4 110                 | 48,17                 | 3 993   | 41,54   | L'Unione per Lorenzetti Sindaco              | 3 924 | 43,41 | 5     |
| Seggio di coalizione          | Seggio di coalizione     | Seggio di coalizione  | 48,17                 | 3 993   | 41,54   | 1                                            |       |       |       |
|                               | Maurizio Scattolini      | Maurizio Scattolini   | Maurizio Scattolini   | 1 265   | 13,16   | Alleanza Nazionale                           | 636   | 7,04  | 1     |
| Forza Italia                  | Maurizio Scattolini      | Maurizio Scattolini   | Maurizio Scattolini   | 1 265   | 13,16   | 597                                          | 6,60  | –     |       |
| Seggio di coalizione          | Seggio di coalizione     | Seggio di coalizione  | Maurizio Scattolini   | 1 265   | 13,16   | 1                                            |       |       |       |
| Totale liste                  | Maurizio Scattolini      | Maurizio Scattolini   | Maurizio Scattolini   | 1 265   | 13,16   | 1 233                                        | 13,64 | 1     |       |
|                               | Massimiliano Cangenua    | Massimiliano Cangenua | Massimiliano Cangenua | 444     | 4,62    | Unione dei Democratici Cristiani e di Centro | 425   | 4,70  | –     |
|                               | Gilberto Schiavoni       | Gilberto Schiavoni    | Gilberto Schiavoni    | 192     | 2,00    | Pro Civitate                                 | 177   | 1,96  | –     |
|                               | Ermanno Santini          | Ermanno Santini       | Ermanno Santini       | 188     | 1,96    | Forum                                        | 201   | 2,22  | –     |
| Totale                        | Totale                   | 8 532                 | 100                   | 9 613   | 100     |                                              | 9 040 | 100   | 20    |
|                               |                          |                       |                       |         |         |                                              |       |       |       |
| Schede bianche                | Schede bianche           | 47                    | 0,54                  | 71      | 0,72    |                                              |       |       |       |
| Schede nulle                  | Schede nulle             | 77                    | 0,89                  | 238     | 2,40    |                                              |       |       |       |
| Votanti                       | Votanti                  | 8 656                 | 58,02                 | 9 922   | 66,50   |                                              |       |       |       |
| Elettori                      | Elettori                 | 14 920                |                       | 14 920  |         |                                              |       |       |       |
|                               |                          |                       |                       |         |         |                                              |       |       |       |
| Fonte: Ministero dell'interno |                          |                       |                       |         |         |                                              |       |       |       |

### Falconara Marittima
| Candidati                                        | Candidati                      | II turno             | II turno             | I turno | I turno | Liste                   | Voti   | %     | Seggi |
| Candidati                                        | Candidati                      | Voti                 | %                    | Voti    | %       | Liste                   | Voti   | %     | Seggi |
| ------------------------------------------------ | ------------------------------ | -------------------- | -------------------- | ------- | ------- | ----------------------- | ------ | ----- | ----- |
|                                                  | Riccardo Recanatini ✔️ Sindaco | 8 547                | 64,57                | 7 932   | 49,76   | Democratici di Sinistra | 2 491  | 17,02 | 5     |
| La Margherita                                    | Riccardo Recanatini ✔️ Sindaco | 8 547                | 64,57                | 7 932   | 49,76   | 1 731                   | 11,83  | 3     |       |
| Rifondazione Comunista                           | Riccardo Recanatini ✔️ Sindaco | 8 547                | 64,57                | 7 932   | 49,76   | 927                     | 6,33   | 2     |       |
| Federazione dei Verdi                            | Riccardo Recanatini ✔️ Sindaco | 8 547                | 64,57                | 7 932   | 49,76   | 877                     | 5,99   | 1     |       |
| Partito dei Comunisti Italiani                   | Riccardo Recanatini ✔️ Sindaco | 8 547                | 64,57                | 7 932   | 49,76   | 798                     | 5,45   | 1     |       |
| La Rosa nel Pugno                                | Riccardo Recanatini ✔️ Sindaco | 8 547                | 64,57                | 7 932   | 49,76   | 422                     | 2,88   | –     |       |
| Italia dei Valori - Popolari UDEUR               | Riccardo Recanatini ✔️ Sindaco | 8 547                | 64,57                | 7 932   | 49,76   | 279                     | 1,91   | –     |       |
| Totale liste                                     | Riccardo Recanatini ✔️ Sindaco | 8 547                | 64,57                | 7 932   | 49,76   | 7 525                   | 51,41  | 12    |       |
|                                                  | Carlo Ciccioli                 | 4 689                | 35,43                | 3 933   | 24,67   | Alleanza Nazionale      | 1 802  | 12,31 | 2     |
| Forza Italia                                     | Carlo Ciccioli                 | 4 689                | 35,43                | 3 933   | 24,67   | 1 680                   | 11,48  | 2     |       |
| Seggio di coalizione                             | Seggio di coalizione           | Seggio di coalizione | 35,43                | 3 933   | 24,67   | 1                       |        |       |       |
| Totale liste                                     | Carlo Ciccioli                 | 4 689                | 35,43                | 3 933   | 24,67   | 3 482                   | 23,79  | 4     |       |
|                                                  | Emanuele Giorgini              | Emanuele Giorgini    | Emanuele Giorgini    | 2 682   | 16,83   | Lista Civica Carletti   | 1 092  | 7,46  | 1     |
| Socialisti                                       | Emanuele Giorgini              | Emanuele Giorgini    | Emanuele Giorgini    | 2 682   | 16,83   | 516                     | 3,53   | –     |       |
| Movimento Repubblicani Europei                   | Emanuele Giorgini              | Emanuele Giorgini    | Emanuele Giorgini    | 2 682   | 16,83   | 482                     | 3,29   | –     |       |
| Unione dei Democratici Cristiani e di Centro (A) | Emanuele Giorgini              | Emanuele Giorgini    | Emanuele Giorgini    | 2 682   | 16,83   | 446                     | 3,05   | –     |       |
| Seggio di coalizione                             | Seggio di coalizione           | Seggio di coalizione | Emanuele Giorgini    | 2 682   | 16,83   | 1                       |        |       |       |
| Totale liste                                     | Emanuele Giorgini              | Emanuele Giorgini    | Emanuele Giorgini    | 2 682   | 16,83   | 2 536                   | 17,33  | 1     |       |
|                                                  | Gilberto Baldassarri           | Gilberto Baldassarri | Gilberto Baldassarri | 1 393   | 8,74    | Falconara nel Cuore     | 1 094  | 7,47  | –     |
| Seggio di coalizione                             | Seggio di coalizione           | Seggio di coalizione | Gilberto Baldassarri | 1 393   | 8,74    | 1                       |        |       |       |
| Totale                                           | Totale                         | 13 236               | 100                  | 15 940  | 100     |                         | 14 637 | 100   | 20    |
|                                                  |                                |                      |                      |         |         |                         |        |       |       |
| Schede bianche                                   | Schede bianche                 | 70                   | 0,52                 | 117     | 0,72    |                         |        |       |       |
| Schede nulle                                     | Schede nulle                   | 109                  | 0,81                 | 292     | 1,79    |                         |        |       |       |
| Votanti                                          | Votanti                        | 13 415               | 57,41                | 16 349  | 69,97   |                         |        |       |       |
| Elettori                                         | Elettori                       | 23 365               |                      | 23 365  |         |                         |        |       |       |
|                                                  |                                |                      |                      |         |         |                         |        |       |       |
| Fonte: Ministero dell'interno                    |                                |                      |                      |         |         |                         |        |       |       |

- La lista contrassegnata con la lettera A è apparentata al secondo turno con il candidato sindaco Carlo Ciccioli.

## Ascoli Piceno

### San Benedetto del Tronto
|                                                  | Giovanni Gaspari ✔️ Sindaco | 15 312               | 54,22 | Democratici di Sinistra  | 6 241  | 23,18 | 9  |  |  |
| La Margherita                                    | Giovanni Gaspari ✔️ Sindaco | 15 312               | 54,22 | 3 032                    | 11,26  | 4     |    |  |  |
| La Rosa nel Pugno                                | Giovanni Gaspari ✔️ Sindaco | 15 312               | 54,22 | 1 918                    | 7,12   | 2     |    |  |  |
| L'Unione                                         | Giovanni Gaspari ✔️ Sindaco | 15 312               | 54,22 | 1 025                    | 3,81   | 1     |    |  |  |
| Rifondazione Comunista                           | Giovanni Gaspari ✔️ Sindaco | 15 312               | 54,22 | 986                      | 3,66   | 1     |    |  |  |
| Federazione dei Verdi                            | Giovanni Gaspari ✔️ Sindaco | 15 312               | 54,22 | 695                      | 2,58   | 1     |    |  |  |
| Unione Democratica                               | Giovanni Gaspari ✔️ Sindaco | 15 312               | 54,22 | 644                      | 2,39   | –     |    |  |  |
| Partito dei Comunisti Italiani                   | Giovanni Gaspari ✔️ Sindaco | 15 312               | 54,22 | 357                      | 1,33   | –     |    |  |  |
| Totale liste                                     | Giovanni Gaspari ✔️ Sindaco | 15 312               | 54,22 | 14 898                   | 55,34  | 18    |    |  |  |
|                                                  | Edio Costantini             | 6 641                | 23,51 | Alleanza Nazionale       | 3 278  | 12,18 | 3  |  |  |
| Unione dei Democratici Cristiani e di Centro     | Edio Costantini             | 6 641                | 23,51 | 2 163                    | 8,03   | 2     |    |  |  |
| Progetto Comune                                  | Edio Costantini             | 6 641                | 23,51 | 1 106                    | 4,11   | 1     |    |  |  |
| Lega Nord                                        | Edio Costantini             | 6 641                | 23,51 | 243                      | 0,90   | –     |    |  |  |
| Seggio di coalizione                             | Seggio di coalizione        | Seggio di coalizione | 23,51 | 1                        |        |       |    |  |  |
| Totale liste                                     | Edio Costantini             | 6 641                | 23,51 | 6 790                    | 25,22  | 7     |    |  |  |
|                                                  | Domenico Martinelli         | 5 546                | 19,64 | Forza Italia             | 2 895  | 10,75 | 2  |  |  |
| Partito Repubblicano Italiano - Lista Martinelli | Domenico Martinelli         | 5 546                | 19,64 | 1 622                    | 6,02   | 1     |    |  |  |
| Seggio di coalizione                             | Seggio di coalizione        | Seggio di coalizione | 19,64 | 1                        |        |       |    |  |  |
| Totale liste                                     | Domenico Martinelli         | 5 546                | 19,64 | 4 517                    | 16,78  | 4     |    |  |  |
|                                                  | Tablino Campanelli          | 743                  | 2,63  | Civica Per San Benedetto | 718    | 2,67  | –  |  |  |
| Seggio di coalizione                             | Seggio di coalizione        | Seggio di coalizione | 2,63  | 1                        |        |       |    |  |  |
| Totale                                           | Totale                      | 28 242               | 100   |                          | 26 923 | 100   | 30 |  |  |
|                                                  |                             |                      |       |                          |        |       |    |  |  |
| Schede bianche                                   | Schede bianche              | 175                  | 0,60  |                          |        |       |    |  |  |
| Schede nulle                                     | Schede nulle                | 781                  | 2,67  |                          |        |       |    |  |  |
| Votanti                                          | Votanti                     | 29 198               | 73,72 |                          |        |       |    |  |  |
| Elettori                                         | Elettori                    | 39 606               |       |                          |        |       |    |  |  |
|                                                  |                             |                      |       |                          |        |       |    |  |  |
| Fonte: Ministero dell'interno                    |                             |                      |       |                          |        |       |    |  |  |

## Fermo

### Fermo
|                                              | Saturnino Di Ruscio ✔️ Sindaco | 13 056               | 55,87 | Forza Italia - Partito Repubblicano Italiano | 4 301  | 19,62 | 9  |  |  |
| Di Ruscio Sindaco                            | Saturnino Di Ruscio ✔️ Sindaco | 13 056               | 55,87 | 2 788                                        | 12,72  | 6     |    |  |  |
| Alleanza Nazionale                           | Saturnino Di Ruscio ✔️ Sindaco | 13 056               | 55,87 | 1 865                                        | 8,51   | 4     |    |  |  |
| Fermo Libero                                 | Saturnino Di Ruscio ✔️ Sindaco | 13 056               | 55,87 | 1 840                                        | 8,39   | 3     |    |  |  |
| Unione dei Democratici Cristiani e di Centro | Saturnino Di Ruscio ✔️ Sindaco | 13 056               | 55,87 | 1 393                                        | 6,35   | 2     |    |  |  |
| Lega Nord                                    | Saturnino Di Ruscio ✔️ Sindaco | 13 056               | 55,87 | 36                                           | 0,16   | –     |    |  |  |
| Totale liste                                 | Saturnino Di Ruscio ✔️ Sindaco | 13 056               | 55,87 | 12 223                                       | 55,76  | 24    |    |  |  |
|                                              | Giuseppe Buondonno             | 10 314               | 44,13 | Democratici di Sinistra                      | 3 882  | 17,71 | 7  |  |  |
| La Margherita - Unione Democratica           | Giuseppe Buondonno             | 10 314               | 44,13 | 1 853                                        | 8,45   | 3     |    |  |  |
| Rifondazione Comunista                       | Giuseppe Buondonno             | 10 314               | 44,13 | 1 214                                        | 5,54   | 2     |    |  |  |
| Movimento Repubblicani Europei               | Giuseppe Buondonno             | 10 314               | 44,13 | 914                                          | 4,17   | 1     |    |  |  |
| Italia dei Valori - Popolari UDEUR           | Giuseppe Buondonno             | 10 314               | 44,13 | 826                                          | 3,77   | 1     |    |  |  |
| Partito dei Comunisti Italiani               | Giuseppe Buondonno             | 10 314               | 44,13 | 598                                          | 2,73   | 1     |    |  |  |
| Federazione dei Verdi                        | Giuseppe Buondonno             | 10 314               | 44,13 | 411                                          | 1,87   | –     |    |  |  |
| Seggio di coalizione                         | Seggio di coalizione           | Seggio di coalizione | 44,13 | 1                                            |        |       |    |  |  |
| Totale liste                                 | Giuseppe Buondonno             | 10 314               | 44,13 | 9 698                                        | 44,24  | 15    |    |  |  |
| Totale                                       | Totale                         | 23 370               | 100   |                                              | 21 921 | 100   | 40 |  |  |
|                                              |                                |                      |       |                                              |        |       |    |  |  |
| Schede bianche                               | Schede bianche                 | 275                  | 1,15  |                                              |        |       |    |  |  |
| Schede nulle                                 | Schede nulle                   | 359                  | 1,50  |                                              |        |       |    |  |  |
| Votanti                                      | Votanti                        | 24 004               | 77,44 |                                              |        |       |    |  |  |
| Elettori                                     | Elettori                       | 30 997               |       |                                              |        |       |    |  |  |
|                                              |                                |                      |       |                                              |        |       |    |  |  |
| Fonte: Ministero dell'interno                |                                |                      |       |                                              |        |       |    |  |  |